# دان إتنغر
دان إتنغر (بالعبرية: דן אטינגר‏) هو موزع وموسيقي إسرائيلي، ولد في 10 يونيو 1971 في حولون في إسرائيل.

## وصلات خارجية
- الموقع الرسمي
- دان إتنغر على موقع IMDb (الإنجليزية)
- دان إتنغر على موقع ميوزك برينز (الإنجليزية)
- دان إتنغر على موقع ديسكوغز (الإنجليزية)
- دان إتنغر على موقع قاعدة بيانات الفيلم (الإنجليزية)